# Жибек Жолы (Карасайский район)
Жибек Жолы (каз. Жібек жолы, до 2019 г. — Шамалган, до 1995 г. — Чемолган) — село в Карасайском районе Алматинской области Казахстана. Административный центр сельского округа Жибек жолы. Код КАТО — 195237100.

## География
Находится примерно в 20 км к северу от центра города Каскелен.

## Население
В 1999 году население станции составляло 8923 человека (4281 мужчина и 4642 женщины). По данным переписи 2009 года в населённом пункте проживали 15163 человека (7454 мужчины и 7709 женщин).

## Инфраструктура
В селе находится железнодорожная станция Шамалган Алматинского отделения Казахстанских железных дорог. Имеется амбулатория, участковая больница, школа, АЗС. С 1998 года открыт православный храм в честь Владимирской иконы Божией Матери.